# Arxiu Comarcal del Pallars Sobirà
L'Arxiu Comarcal del Pallars Sobirà (ACPS) forma part de la Xarxa d'Arxius Comarcals de la Generalitat de Catalunya, està adscrit al Departament de Cultura i Mitjans de Comunicació i és gestionat pel Consell Comarcal del Pallars Sobirà. Fou creat pel conveni signat per l'Ajuntament de Sort, el Consell Comarcal del Pallars Sobirà i el Departament de Cultura de la Generalitat el 27 de juliol de 1992 i fou inaugurat el 28 d'abril de 1995 per l'Honorable Conseller de Cultura, Joan Guitart i Agell.

## Fons
L'ACPS custodia els fons de la majoria dels ajuntaments de la comarca, el fons del Consell Comarcal del Pallars Sobirà, el fons del districte notarial, de la Comptadoria d'Hipoteques, diversos fons patrimonials i personals i disposa d'una còpia en microfilm dels fons Pallars, Vilamur i Catalunya General del Archivo Ducal de Medinaceli. El 31 de desembre de 2014 l'ACPS, comptava amb 1027,5 metres lineals de documentació i 89567 unitats no textuals.

## Documents destacats

### Manual notarial de Ribera de Cardós

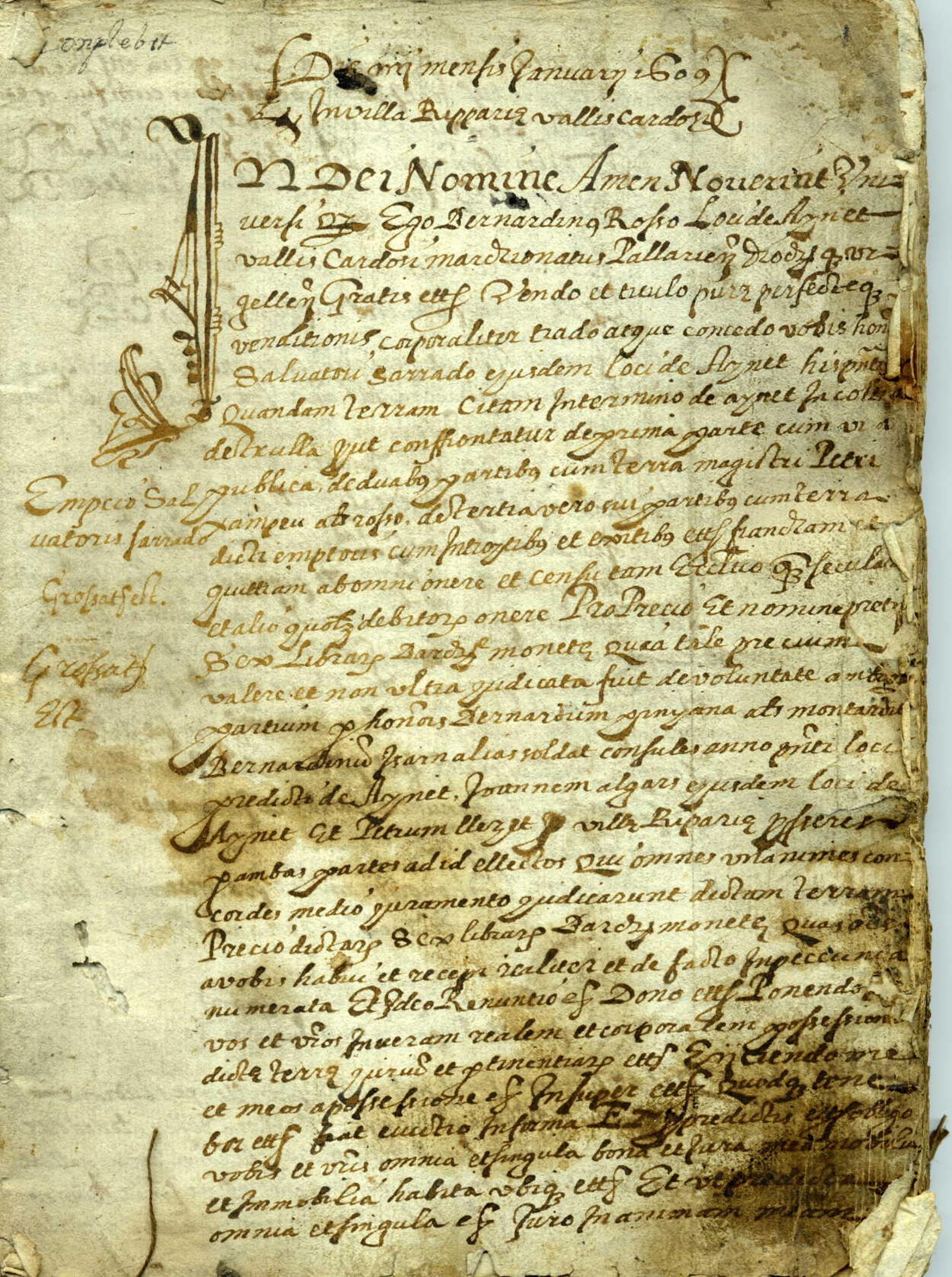
Manual notarial de Ribera de Cardós de Guillem Tolsà conservat a l'Arxiu Comarcal del Pallars Sobirà

El Manual notarial de Ribera de Cardós de Guillem Tolsà és un document del 1609. Els fons patrimonials, a més d'incloure la documentació relativa a la família i a la gestió del seu patrimoni, poden oferir-nos algunes sorpreses. Si algun avantpassat havia ostentat algun càrrec públic (secretari, jutge, alcalde, etc), es pot donar el cas que dins del fons trobem documentació judicial, municipal, etc., ja que antigament no existien uns locals específics per a aquests serveis i les persones encarregades de l'administració de la comunitat, treballaven a casa seva.
El fons patrimonial de casa Mora d'Arrós de Cardós (municipi d'Esterri de Cardós) inclou un manual de la notaria de Ribera de Cardós de 1609 atribuïble al notari Guillem Tolsà. La importància de la troballa d'aquest volum radica en el fet que fou el primer que varen localitzar de la notaria de Ribera, la documentació de la qual ha desaparegut. Actualment disposem de dos volums més d'aquesta notaria (1578-1579 i 1634-1638) que també són propietat particular. La documentació notarial és una eina fonamental pel coneixement d'una societat, ja que recull un ampli ventall d'escriptures: compres i vendes, capítols matrimonials, debitoris, parceries, encants, etc.

### Llibre de la farga nova

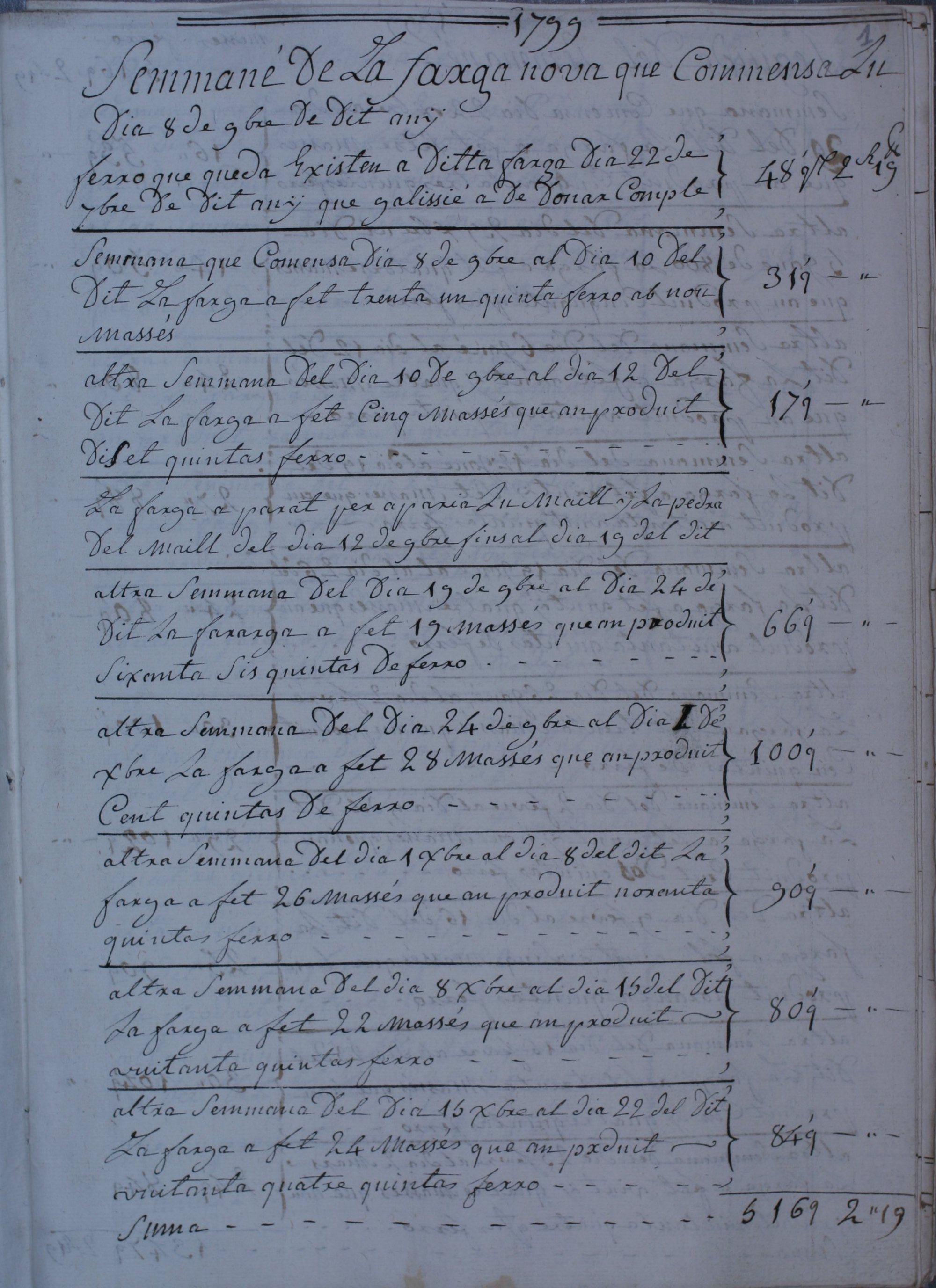
El Llibre de la farga nova és un quadern que registra la producció de ferro de la farga nova d'Alins per setmanes i forma part del fons de casa Coix d'Alins.

El llibre de la farga nova és un document del 1799-1804. La majoria de les fargues de la Vall Ferrera eren propietat de la família Castellarnau. Una branca de la família, anomenada Ramonet, s'instal·là a la ciutat de Tarragona el 1748, mentre que la branca Coix restà a Alins. L'associació de les dues branques de la família per a la gestió de les fargues serà cabdal pel seu desenvolupament. Els Castellarnau controlaven tot el procés de producció i de comercialització del producte. Si bé una part del ferro produït es venia a la mateixa comarca, la major part era distribuïda per via fluvial als territoris de Lleida i Tarragona. De fet, una part molt important del ferro necessari per a la construcció del port de Tarragona va sortir de les fargues d'aquesta família.
Aquest document és un quadern que registra la producció de ferro de la farga nova d'Alins per setmanes i forma part del fons de casa Coix d'Alins. Aquest fons inclou altres volums de comptabilitat de les fargues, que recullen els assentaments de les compres de carbó, fusta i mineral, els salaris dels obrers, els pagaments als traginers i raiers, i les vendes del producte.

### Peatge de Llavorsí

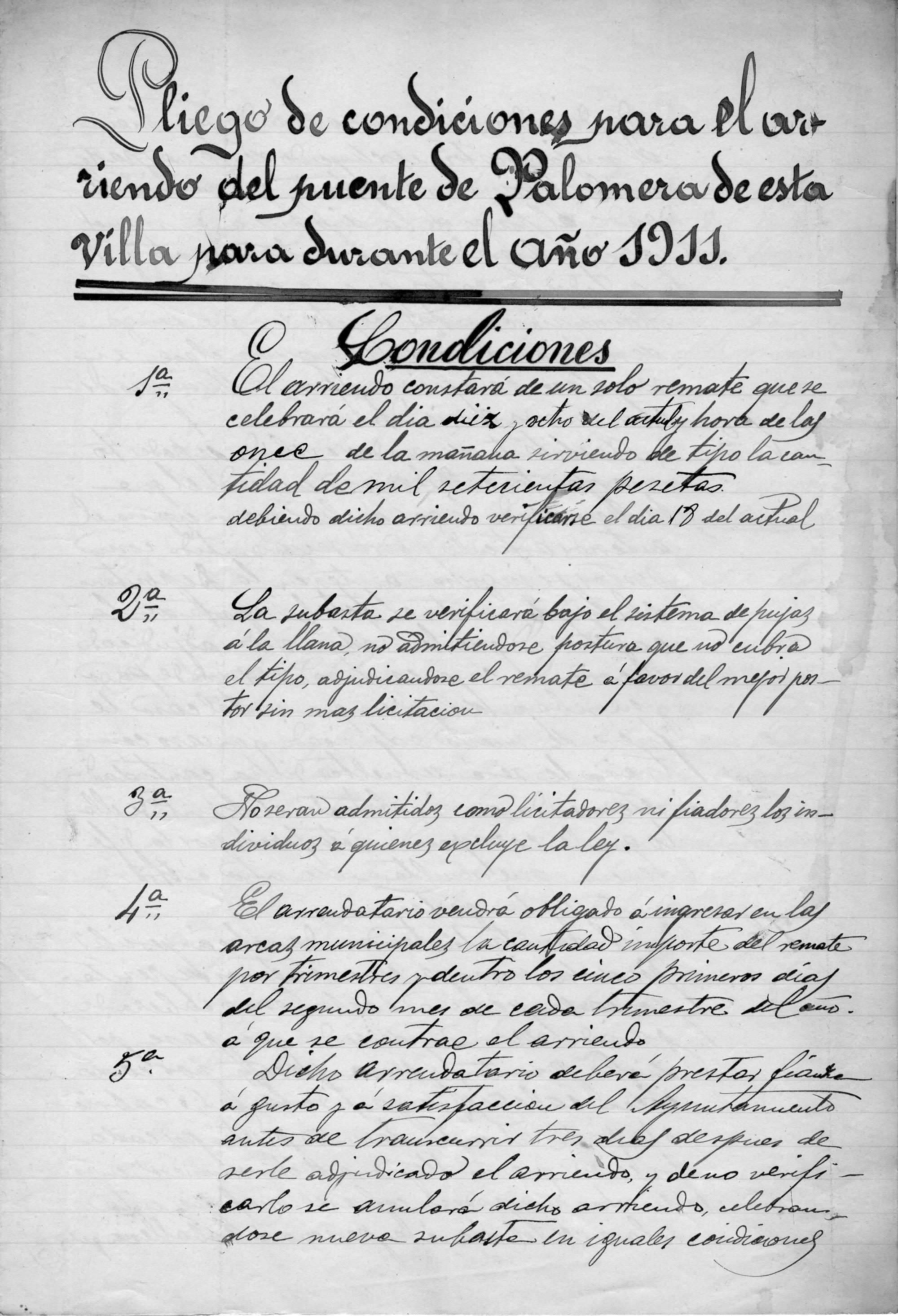
Fins al començament del segle XX per accedir al poble de Llavorsí calia pagar un peatge al pont de la Palomera, sobre el riu Noguera Pallaresa. El peatge funcionà fins al 1921.

El Pliego de condiciones para el arriendo del puente de Palomera és un document de 1911. Fins al començament del segle XX per accedir al poble de Llavorsí calia pagar un peatge al pont de la Palomera, sobre el riu Noguera Pallaresa. Tot i que el dret de pontatge té els seus orígens a l'edat mitjana, la documentació que tenim a l'Arxiu relativa al cobrament d'aquest dret comença el 1871. Aquell any es pagava un diner català per cada persona, cavalleria, cap de bestiar vacum i porquí que passava pel pont, i un sou per cada cent caps de bestiar de llana o cabrum. Estaven exempts del pagament els militars, els empleats del govern nacional o provincial, els pobres de solemnitat i també els veïns domiciliats en el terme municipal.
El cobrament del pontatge era una important font d'ingressos tant per l'ajuntament de Llavorsí com per a l'arrendatari d'aquest peatge. Cada any l'ajuntament treia a subhasta l'arrendament del peatge del pont i en el plec de condicions s'establia totes les circumstàncies de l'explotació. Per a l'any 1911 l'arrendament es fixà en un preu de sortida de 1.700 pessetes, es varen presentar set ofertes i el guanyador acabà pagant un total de 2.200 pessetes. Aquest peatge va funcionar fins al 1921, ja que l'arribada de la carretera (l'actual C-147), implicà l'obertura d'un túnel i la construcció d'un nou pont sobre la Noguera Pallaresa.

### Enramat per Alfons XIII
Baro. Enramat pel pas del rei Alfons XIII és el títol d'una fotografia del 1927. El rei Alfons XIII va inaugurar la carretera del port de la Bonaigua arribant fins a Vielha. El seu automòbil havia de passar pel poble de Baro (actual municipi de Soriguera) i els seus habitants es van engalanar per l'esdeveniment. Un imponent enramat emmarca la carretera, i dos homes armats, un a cada banda, fan guàrdia, segurament són membres del sometent. Els balcons s'han guarnit com si fos el dia de Corpus. I entre el grup de persones reunides es poden distingir dues nenes vestides de comunió. Fou l'única vegada que el monarca passà pel Pallars i aquesta és l'única imatge que tenim d'aquest viatge.
Aquesta imatge forma part del fons fotogràfic de l'Arxiu Comarcal i és una de les més antigues de la comarca. Aquesta col·lecció es nodreix, en gran part, de les fotografies que aporten els particulars i que són digitalitzades a l'Arxiu. Així, disposem d'unes deu mil imatges que han fet possible el muntatge de diverses exposicions, que han il·lustrat algunes de les nostres publicacions i que estan a disposició dels investigadors.

### Llibre de la presó de Sort
El Llibre de la presó de Sort és un volum del 1939. Les tropes nacionals arriben al Pallars Sobirà l'abril de 1938 i comencen una brutal repressió sobre la població local dirigida pel general Sagardia. La presó de Sort era en realitat un dipòsit de presoners amb capacitat per a deu persones, un lloc de trànsit on els presoners al cap de pocs dies d'ingressar eren alliberats, evacuats, conduïts a Tremp o a la presó de Lleida.
Aquest registre de presoners no comença fins al 16 d'agost de 1938. Això vol dir que les primeres detencions que coneixem per testimonis orals i que van afectar principalment als veïns de Sort i de Soriguera, no consten enlloc. A més, manquen períodes, com el del gener de 1939. Malgrat això, aquest document és molt important per a la recerca de les persones que foren privades de llibertat durant la guerra civil espanyola i els primers anys de postguerra.
Es tracta d'un llibre reaprofitat. A la caràtula de portada diu “Llibre d'operacions per a l'aplicació de l'impost sobre la xifra de negocis”. Existeixen dos llibres més que ens informen de l'ocupació de la presó fins al 1953 i que són fonamentals per a l'estudi de l'evasió dels aliats de la França ocupada pels nazis pel conegut com “El camí de la llibertat”.